# Sanhuang Paochui

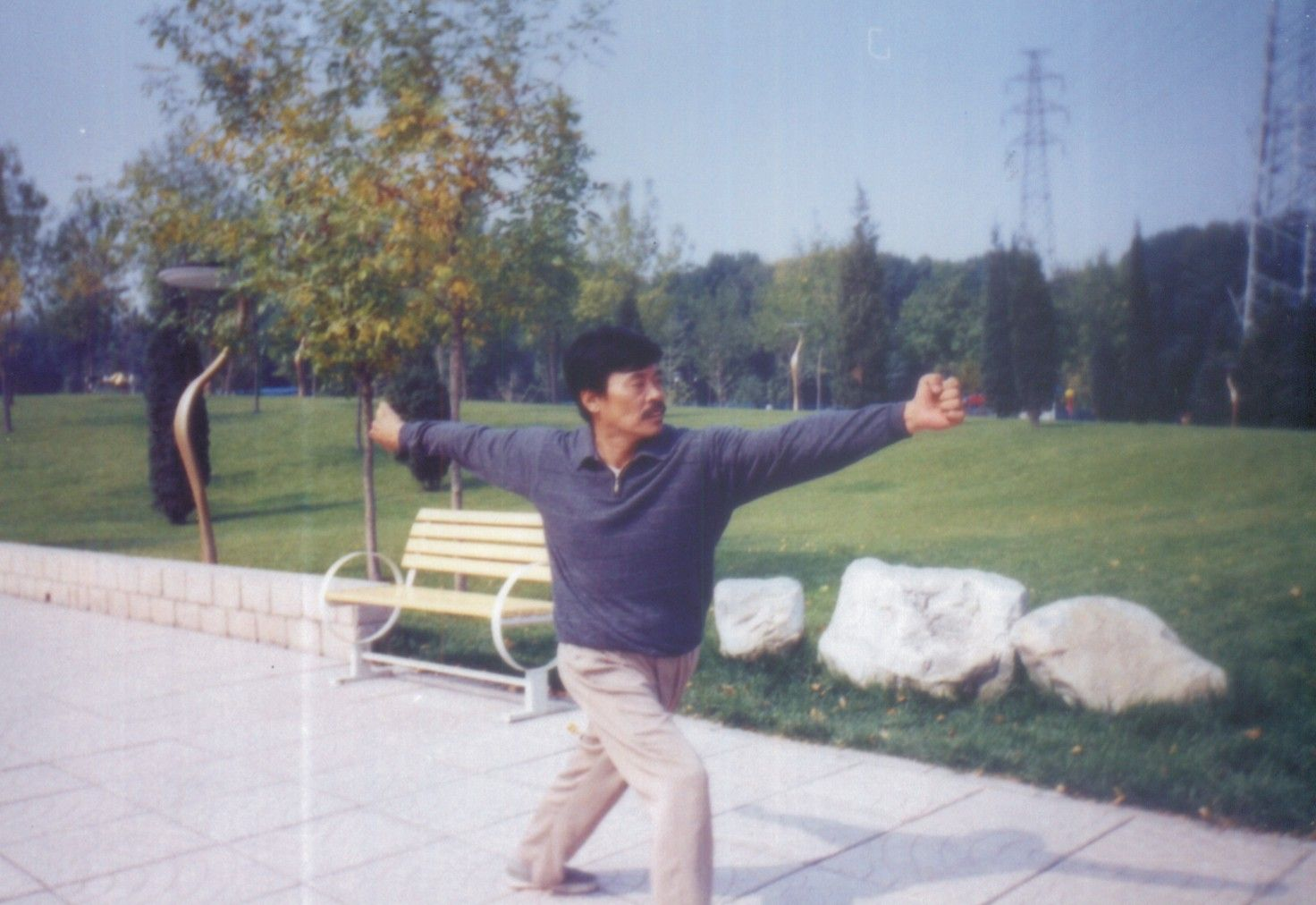
La posture Shízìchuí (« le poing-marteau en forme de croix ») exécutée par le shifu Yú Décái.

Sān Huáng Pào Chuí (chinois: 三皇炮锤 ou 三皇砲捶 ; pinyin: Sānhuáng Pàochuí), que l’on peut traduire par « la boxe canon-marteau des trois Empereurs », est un art martial chinois qui insiste sur la délivrance de coups vifs et puissants tel un boulet de canon, lourds et pesants telle une masse.
La dénomination exacte du style est « l’école des trois Empereurs, la boxe canon-marteau » ; ceci en référence aux maîtrises de l’Homme, de la Terre et du Ciel. Dans les temps anciens, elle portait même le nom de « l’école des trois Jaunes » (三黄门).
Le principe Féminin Yīn (阴) et le principe Masculin Yáng (阳) sont la principale théorie sur laquelle repose le Sānhuáng Pàochuí.
Le développement de la vitalité est l’un des principaux buts recherché dans la pratique et un intérêt tout particulier est apporté au travail sur les organes.
Les deux postures de base de ce style sont Shízìbù (十字步 -« le pas en forme de croix »-) et Shízìchuí (十字锤 -« le poing-marteau en forme de croix »-), et sont considérées contenir l’essence de la pratique.
La grande lance (qui mesure entre 3 et 5 mètres) tient une place fondamentale et fait partie du travail de base du style en équivalence avec les formes à mains nues (le travail des autres armes étant considéré comme secondaire). Un dicton propre à cette école précise d’ailleurs que « s’entraîner aux poings sans s’entraîner à la grande lance n’est pas s’entraîner à la boxe du poing canon-marteau ».

## Histoire
Le Sānhuáng Pàochuí trouve son origine dans le Mont Emeishan, dans la province chinoise du Sichuan, où le moine Yú Pǔzhào (于普照) aurait étudié cette méthode pour ensuite la transmettre à deux disciples: Qiáo Sānxiù (乔三秀) et Gān Fèngchí (甘凤池) (XVIIe siècle). Qiáo Sānxiù l’enseigna à Qiáo Hèlíng (乔鹤龄) (XVIIIe siècle). Puis Sòng Màilún (宋迈伦) et Yú Liándēng (于连登) la répandirent à Beijing pendant le XIXe siècle.
Les 3 Empereurs font allusion à Fúxī (伏羲 -Empereur Céleste-), Shénnóng (神農 -Empereur Terrestre-) et Huángdì (皇帝 -Empereur Hominal-). Le chiffre 3 fait également référence au concept taoïste des trois trésors de l’Univers (天地人 -« Ciel, Terre, Homme »-) et de l’Homme (精气神 -« Essence, Qi, Esprit »-).
Le Sānhuáng Pàochuí est majoritairement pratiqué dans la province chinoise du Hebei et à Beijing. Ce style y était très renommé dans le milieu des gardes du corps et transporteurs de fonds, notamment après la création par Sòng Màilún (宋迈伦) en 1845, de la Société de Protection des Transports de Fonds de la Capitale Pékinoise (京都会友镖局).

## Caractéristiques
L’essence de la pratique du Sānhuáng Pàochuí se fonde sur la formation et la transformation du corps (身体变化). Le but est d’étirer certaines parties du corps comme les articulations, les tendons et les muscles (伸筋拔骨), et au-delà même, les organes afin de les rendre plus élastiques, c'est-à-dire tendres et fermes à la fois (刚柔).
Le travail de base repose sur le relâchement du corps (放松) et non sur la force physique (力量). Les muscles ne sont utiles qu’aux mouvements mais ne doivent pas servir à générer une quelconque force de frappe ; celle-ci venant de l’utilisation du corps entier (周身) et de la vitalité qui, elle, prend sa source des organes internes (内劲).
Le corps entier part du principe que lorsqu’une partie du corps bouge, tout dans le corps doit bouger (一动都动). Une bonne utilisation de ce principe permet de porter tout le poids du corps sur la zone d’impact. La vitalité, quant à elle, permet de dégager une force explosive tout en maintenant le corps souple.
Ainsi, le Sānhuáng Pàochuí utilise des exercices spécifiques pour étirer les parties du corps, développer et exprimer la force interne, comme par exemple le travail des postures (桩功), de certaines respirations (呼吸), l’utilisation d’accessoires (功法) ou encore les échanges à deux (对手).

## Principes
Le Sānhuáng Pàochuí est un système qui suit les principes du Taoïsme, c’est-à-dire que sa pratique veille à être en harmonie avec les règles de la nature (自然规律).
La connaissance et la compréhension de la théorie et de ses règles tiennent une place majeure dans l’entraînement : « La théorie est l’essence des capacités, la méthode en est la base »
(理是功能之本，法是功能之基).
Tout principe développé dans la théorie du système débouche sur une transformation physique visible et sur une application concrète en combat : la force des frappes doit se faire à la fois comme un coup de canon (出手如炮) et comme un coup de masse (出手如捶) ; le corps, vigoureux, est comme flottant au vent ; les mouvements doivent être rapides, féroces, habiles et prompts (飘忽劲灵、快猛巧捷).
Le pratiquant cherche donc essentiellement à:
- Développer ses racines (根),
- Assouplir et rendre plus mobile sa taille (腰力),
- Ouvrir ses articulations (关节),
- Comprendre les différents vecteurs de force (劲路法),
- Mobiliser et apaiser son Qi (定气) et accroître sa vitalité (精神),
- Rendre agiles et fermes ses déplacements (步法),
- Alterner le Ferme et le Souple dans les mouvements (刚柔),
- Appliquer sa maîtrise des angles (角度) et du principe de protection du corps (守法).

## Méthodes
Afin de pouvoir intégrer ces principes, le système du Sānhuáng Pàochuí repose sur différentes méthodes:
- Formes à mains nues (套路) : 12 formes dans le courant Yu ; 3 formes dans le courant Song.

- Postures (桩势) : « pas de l’entrejambe arrondi » (圈裆步); « poing-marteau en forme de croix » (十字锤); « pas du cheval » (马步); « pas qui aspire » (吸提步); « pas de l’arc » (弓步).

- Grande Lance (大枪) : Fendre (劈); Écraser (砸); Rouler (滚); S’écrouler (崩); Secouer (抖); Trembler (颤); Frotter (搓); Heurter (磕).

- Mains individuelles (操手) : Séparer (分); Retourner (回); Fendre (劈); Frotter (搓); Courber (拱). La plus connue étant le mouvement du “Lettré se prosterne 3 fois” (夫子三拱手) où le pratiquant applique le salut chinois (main et poing réunis) afin de frapper, dévier, projeter, luxer.

- Déplacements (步法) : Marcher (行); Bondir (跳); S’élancer soudainement (突).

- Armes (兵器) : 18 armes au total que l’on peut classifier en armes longues: lance (花枪), bâton (棍子), hallebarde (大刀); armes courtes: épée (剑), sabre (刀), dague (匕首); armes doubles: double masses (双锤), double haches (双斧), double crochets (双钩); armes flexibles: chaîne à 9 sections (九节鞭), corde à pointe (绳镖), marteau volant (流星锤) …

- Maîtrises particulières (功法) : frappes sur le corps (拍打功), poteaux de bois (木桩) et paume de fer (铁砂掌), veste de fer (铁衫功) ... Toutes sont des pratiques progressives pour développer certaines aptitudes et renforcer les organes, les masses tendineuses et les os.

- 5 animaux (五形) : Singe (猿), Ours (熊), Tigre (虎), Tortue (甲), Dragon (龙). Exercices spécifiques insistant sur les principales qualités de chacun de ces animaux.

- Exercices à deux (对练) : Croiser les paumes (交掌); Poussées de mains (推手); Placement (部位) …

- Sānhuáng Gōng (三皇功) : Exercices d’étirements comparables au Yìjīn Jīng (易筋经).

- Sānhuáng Tàijí ou Róuquán (三皇太极，柔拳) : Forme souple et libre.

## Quelques citations du Sānhuáng Pàochuí
Poing et théorie ne font qu’un (拳理合一).

L’essentiel est le Qi, la théorie vient en premier (以气为主，以理当先).

Un cœur calme et le Qi apaisé, la langue touche le palais, le Qi s’écoule au plus bas du Dantian (心平气和，舌舐上腭，气沉丹田).

Je m’entraîne aux racines, pas aux branches (练根不练梢).

Qui s’entraîne à l’art sans entraîner la taille n’atteindra jamais un haut niveau (练艺不练腰终究艺不高).

A l’extrême de la fermeté, à l’extrême de la souplesse (极刚极柔).

Sans force est la meilleure force (无力优力).

Le relâchement est mon aptitude (松是我的功).

## Quelques personnages du Sānhuáng Pàochuí à Beijing

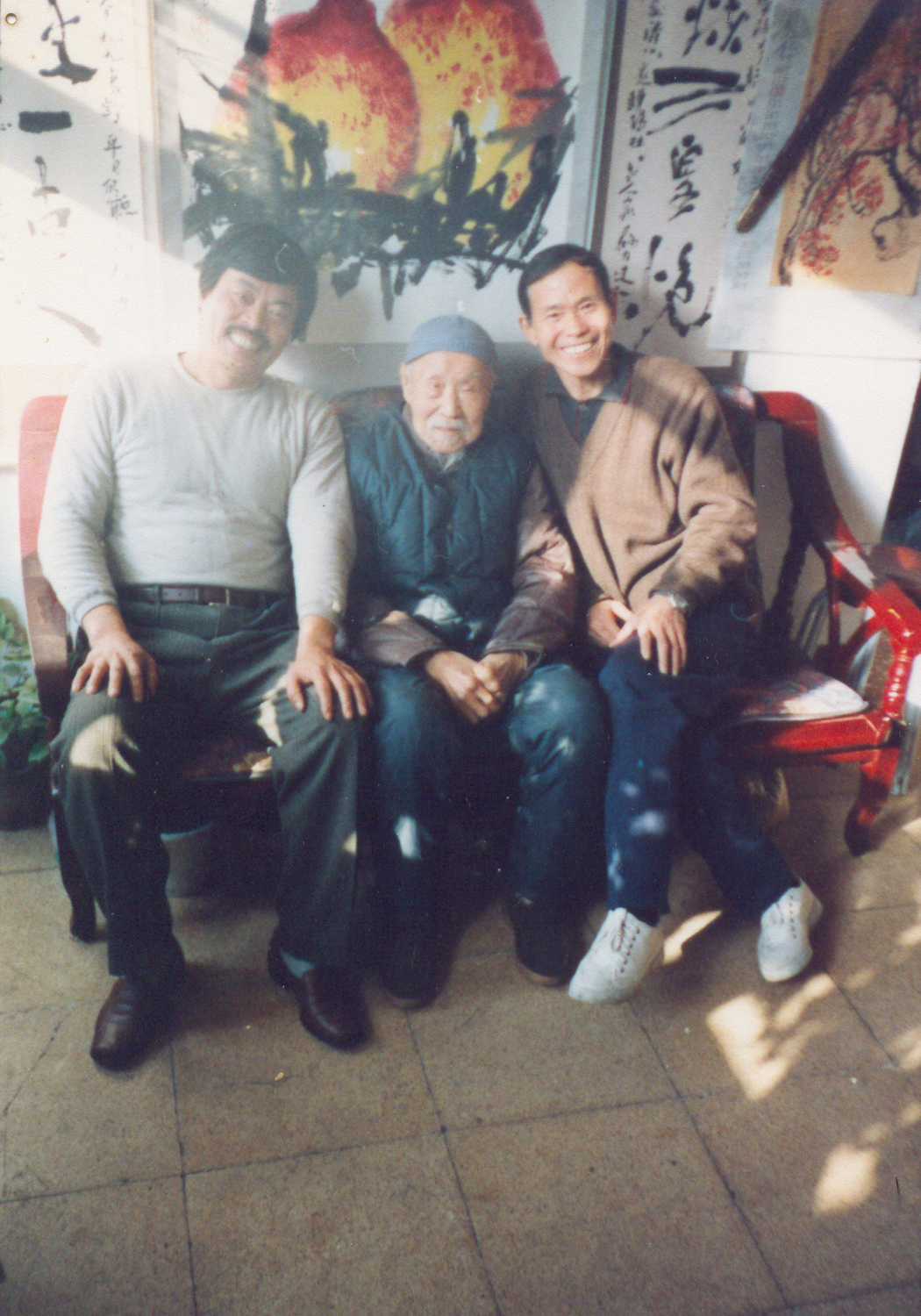
Yú Décái (于德才) (1948 ~ 2005) - à gauche sur la photo en compagnie de Yuán Wénhǎi et Fàn Tiányuǎn - a été l’un des premiers à ouvrir l’enseignement du Sānhuáng Pàochuí aux étrangers occidentaux.

## Les traces du Sānhuáng Pàochuí dans les autres boxes
- Chénshì Tàijíquán Pàochuí Erlù (陈式太极拳炮锤二路)
- Bāguà Pàochuí (八卦炮锤)
- Shàolín Pàoquán (少林炮拳)